# Туфо (Авелино)
Туфо (итал. Tufo) је насеље у Италији у округу Авелино, региону Кампанија.
Према процени из 2011. у насељу је живело 691 становника. Насеље се налази на надморској висини од 224 м.

## Становништво
Према резултатима пописа становништва 2011. у општини је живело 924 становника.
| 1936. | 1951. | 1961. | 1971. | 1981. | 1991. | 2001. | 2011. |
| ----- | ----- | ----- | ----- | ----- | ----- | ----- | ----- |
| 2.105 | 2.264 | 1.859 | 1.379 | 1.219 | 1.058 | 951   | 924   |